# Проникновение
«Проникновение» (англ. Private Property) — американский триллер 2022 года режиссёра Чадда Харболда с Эшли Бенсон и Шайло Фернандесом в главных ролях. Это ремейк одноимённого фильма 1960 года.

## Сюжет
Актриса Кэтрин вступает в связь со своим новым садовником Беном и влюбляется в него. Но Бен оказывается далеко не тем, кем кажется на первый взгляд.

## В ролях
- Эшли Бенсон — Кэтрин Карлайл
- Шайло Фернандес — Бен
- Логан Миллер — Оутс
- Фрэнк Уэйли — Эда Хогейт
- Джей Фароа — Ричард
- Кинг Орба — механик

## Восприятие
Рейтинг фильма на Rotten Tomatoes составляет 13 % на основе восьми обзоров. Кэт Кларк из The Guardian пишет: «Оригинал, по крайней мере, отражал свою эпоху, но эта обновлённая история о женщине, подвергшейся сексуальному насилию со стороны пары бродяг, представляет собой неприятную мясистую кашу». По мнению портала Film.ru, это «захватывающий триллер в стиле нео-нуар».